# Río Manzanares (Venezuela)
El río Manzanares es un río de Venezuela, tiene origen en la Serranía del Turimiquire, a 2200 m s. n. m., y después de recorrer 80 km y de drenar una cuenca de unos 1000 km², desemboca en el golfo de Cariaco, en el mar Caribe. El río cruza la ciudad de Cumaná de sur a norte y es un referente histórico ya que constituía la fuente de agua dulce más cercana a Nueva Cádiz (isla de Cubagua) y motivo del primer asentamiento estable de españoles en el continente americano. El origen del nombre lo tiene en que los conquistadores españoles de Cumaná decidieron darle el nombre del río que atraviesa Madrid, la capital de España. Es probable también que recibiera en la época de la fundación de Cumaná el nombre de río de Cumaná, ya que entonces, todavía Madrid no era la capital de España, sino una población muy pequeña y de escasa importancia. También es posible que el nombre de Manzanares no se haya derivado del río madrileño, sino de alguna población o lugar con dicho nombre, ya que el topónimo Manzanares es bastante frecuente en los países hispanoamericanos: se repite cuatro veces en provincias españolas de Madrid, Ciudad Real, Logroño y Soria y tres veces en Colombia, Perú y Argentina, mientras que el nombre de Manzanares como río, además del nombre venezolano, se repite en dos ríos españoles de Soria y Madrid. La obra cumbre de Alejandro de Humboldt Viaje a las regiones equinocciales del Nuevo Mundo lo describe iniciando el primer tomo, ya que su viaje de casi cinco años lo inicia, precisamente, por Cumaná:

El río Manzanares es de aguas muy claras y felizmente no se parece en nada al Manzanares de Madrid, al cual da una apariencia aún más angosta un suntuoso puente .

Una canción del mismo título Río Manzanares (Canción) fue muy famosa a mediados del siglo XX, no sólo dentro de Venezuela sino en otros países, como se puede comprobar en una versión de la misma hecha en 1958 por la Sonora Matancera en la voz de Víctor Piñero ().
Pasa por el área metropolitana de Cumaná (capital del estado de Sucre, con 480.918 habitantes en 2012) teniendo su principal desembocadura al norte de dicha ciudad y otra al este de la misma, cerca de la población de El Peñón; también pasa por la población de Cumanacoa en el municipio Montes, impactando negativamente en la calidad y cantidad del agua, debido a la presencia de industrias, núcleos urbanos legales e ilegales, zonas agrícolas y zonas de extracción de arena, haciendo peligrar tanto la flora como la fauna de la cuenca.

## Problemas ambientales
Hasta finales de la década de 1960, el río solía provocar grandes inundaciones en su cauce urbano por la ciudad de Cumaná durante la temporada de lluvias, lo que ponía en peligro tanto a personas como a sus bienes.
A partir del año 1970 el problema fue parcialmente controlado gracias a la construcción de un desvío del cauce llamado “El Aliviadero”, posibilitando la reducción del caudal en un 50%.
La ausencia de un estudio de impacto ambiental impidió prever la  acumulación de sedimentos que la reducción de la velocidad y del caudal produciría en el cauce del río, especialmente en los tramos con menor pendiente, puntualmente en su salida al Mar Caribe.
En un intento por devolver la navegabilidad al río, el gobierno regional efectuó un dragado en 1986 hasta lo que hoy se conoce como Parque Ayacucho. Además construyó muros de contención en ambas riberas del río desde el Puente Gómez Rubio hasta el Parque Santa Catalina, lo que brindó una mejora visual muy importante. También se reubicaron a los moradores ilegales que vivían en la ribera, muchos de los cuales regresaron al sitio tras el terremoto del 1997.